# P-plaster
Et p-plaster, som også er kaldet det svangerskabsforebyggende plaster, er et præventionsmiddel. Plasteret fungerer ligesom den kombinerede p-pille. Hormonplasteret beskytter via et plaster som er fastgjort til huden. De hormoner der anvendes er syntetiske udgaver af østrogen og gestagen som arbejder på tre måder for at forebygge graviditet. Plasteret er næsten 100% beskyttende. Dette skyldes, de to hormoner påvirker hormonbalancen så ægløsning stoppes, og der blokeres for sædceller så de ikke trænger igennem livmoderslimhinden. p-plasteret skal skiftes en gang om ugen, hvilket gør det nemt at anvende.
| Lægevidenskab | Spire Denne artikel om lægevidenskab er en spire som bør udbygges. Du er velkommen til at hjælpe Wikipedia ved at udvide den. |